# Hooimarkt (Haarlem)
De Hooimarkt is een straat in het centrum van de Noord-Hollandse stad Haarlem. De straat die is gelegen in de Stationsbuurt loopt vanaf de Nieuwe Gracht en de daarover spannende Zandersbrug tot aan de Parklaan en de Friese Varkensmarkt. De straat loopt langs de rivier het Spaarne, waarlangs het dan ook een kade heeft.
Er bevinden zich zes rijksmonumenten aan de Hooimarkt waaronder het Hofje van Noblet, dat weliswaar zijn hoofdadres op de Nieuwe Gracht 2 heeft liggen net op de hoek met de Hooimarkt.